# Jacques Pierrard de Coraille
Jacques Pierrard de Coraille (* um 1670 in Metz; † 1723 oder 1725 in Wilhelmsbrunn) war ein französischer Bildhauer.

## Leben

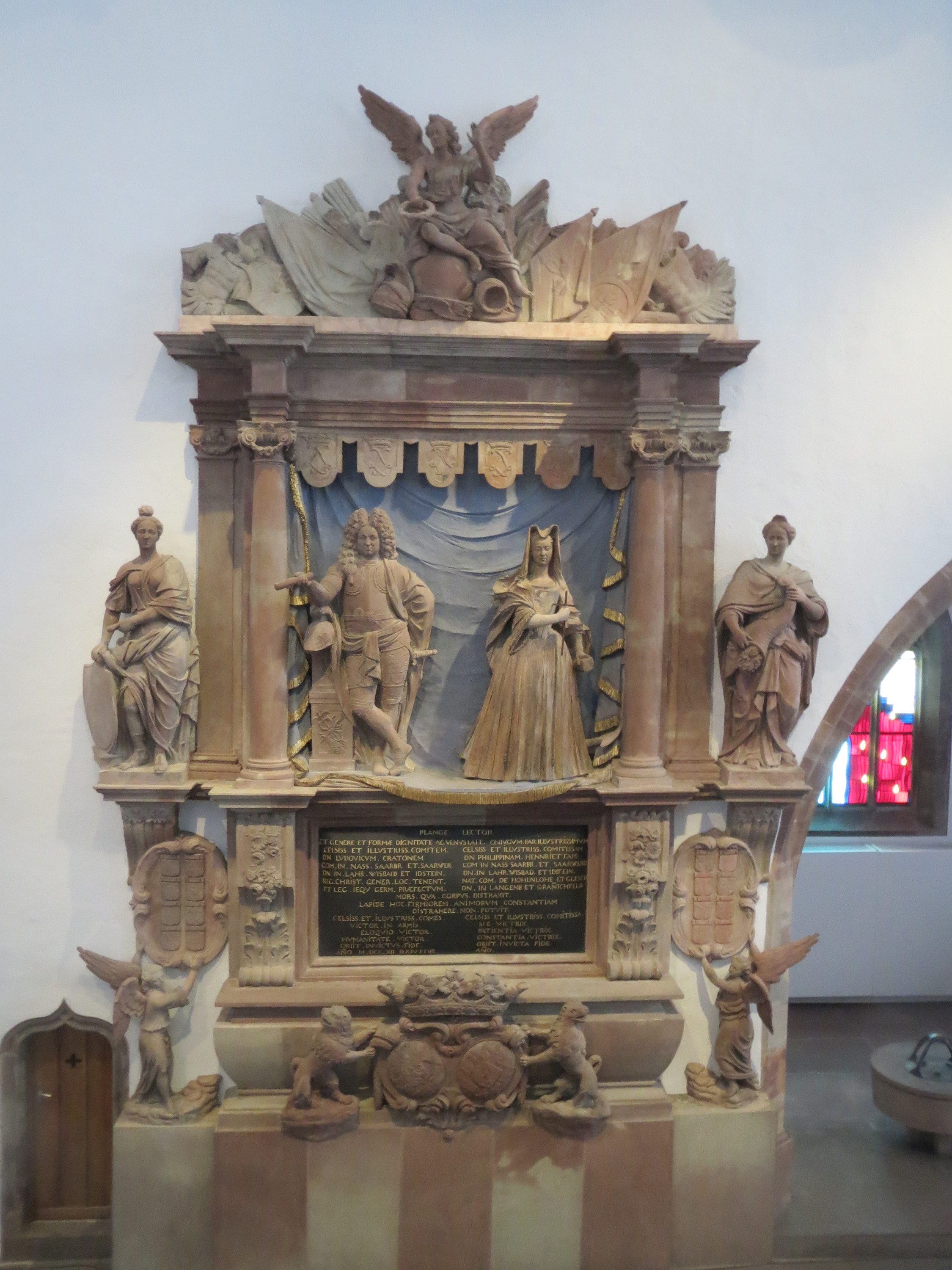
Grabmal des Grafen Ludwig Crato von Nassau-Saarbrücken

Coraille wurde in Metz geboren. Als Hugenotte musst er 1685 nach dem Widerruf des Edikts von Nantes aus seiner Heimatstadt in die Grafschaft Nassau-Saarbrücken fliehen und ließ sich in der Hugenottensiedlung Wilhelmsbrunn (heute Creutzwald) nieder. Im Jahr 1693 schuf er ein Grabmal für Johann Philipp Rheingraf von Dhaun. Ende der 1690er Jahre wurden in der Saarbrücker Schlosskirche achtzehn lebensgroße Terracotta-Figuren der Apostel aufgestellt, die ihm zugeschrieben werden. Fünf erhaltenen Fragmente befinden sich heute im Besitz des Saarlandmuseums.
Im Jahr 1699 wurde er von Graf Ludwig Crato von Nassau-Saarbrücken zum Hofbildhauer ernannt. Urkundlich erwähnt wurde er beim Umbau des Residenzschlosses unter dem Architekten Joseph C. Motte. Er schuf zahlreiche Vasen und Statuen für den Schlosspark sowie das Grabmal für Graf Gustaf Adolf in der Schlosskirche. In den folgenden Jahren schuf er Grabmäler für Graf Walrad in der Evangelischen Kirche Ottweiler (1705) sowie für Graf Crato in der Schlosskirche (1713). Erhalten sind außerdem drei Statuen von Apollon, Merkur und Bacchus im Garten des Krankenhauses von Bouxwiller, die ihm zugeschrieben werden. Diese stammen ursprünglich vom Schloss der Grafen von Hanau-Lichtenberg. Im Jahr 1711 wirkte er am Bau von Schloss Monplaisir auf dem Halberg mit, um 1712 war er am Epitaph der Margaretha Louisa von Gangeld in der Stiftskirche St. Arnual beteiligt. Um 1719 errichtet er dort ein Epitaph für Walter Scott.
Eines seiner letzten Werke waren acht Stationen des Kreuzweges am Limberg bei Wallerfangen, der von Robert Pincedé vollendet wurde.

## Privates
Um 1700 heiratete de Coraille Angelika de Condé, die Tochter eines hugenottischen Glasindustriellen aus Creutzwald.